# Rădăuți-Prut
Rădăuți-Prut è un comune della Romania di 3 801 abitanti, ubicato nel distretto di Botoșani, nella regione storica della Moldavia.
Il comune è formato dall'unione di 3 villaggi: Miorcani, Rădăuți-Prut, Rediu.